# Reinhard Hauff
Pour les articles homonymes, voir Hauff.
Reinhard Hauff est un réalisateur allemand né le 23 mai 1939 à Marbourg.

## Biographie
Après des études de littérature et de sociologie, Reinhard Hauff devient assistant réalisateur à la télévision et se consacre également à la réalisation de documentaires. Avec son film Mathias Kneissl (1970), il devient un des principaux animateurs d'un courant du jeune cinéma allemand. Il confirme, par la suite, cette orientation dans ses œuvres suivantes : La Déchéance de Franz Blum (Die Verrohung des Franz Blum) (1973), Mèches (Zundschnüre) en 1974 et Paule Paulaender (1975). Puis, il tourne deux films importants, La Vedette (Der Hauptdarsteller, 1977), inspiré de sa propre expérience professionnelle, et Le Couteau dans la tête (Messer in Kopf, 1978), vision très anticonformiste du phénomène terroriste et dénonciation des méthodes policières et des manipulations médiatiques. En 1984, il réalise un reportage sur le cinéaste bengali Mrinal Sen : 10 Tage in Calcutta puis, en 1987, il obtient une récompense au Festival de Berlin pour Stammheim, relatant le procès du groupe terroriste Baader-Meinhof. Reinhard Hauff s'associe, à partir de 1973, avec Volker Schlöndorff, dans une société de production Bioskop Film.  Il est élu membre de l'Académie des arts de Berlin en 1984.

## Filmographie
- 1969 : Untermann - Obermann
- 1970 : Mathias Kneissl
- 1970 : Ausweglos. Aussagen über einen Lebenslauf
- 1974 : Zündschnüre
- 1974 : Die Verrohung des Franz Blum
- 1976 : Paule Pauländer
- 1977 : La Vedette (Der Hauptdarsteller)
- 1978 : Le Couteau dans la tête (Messer im Kopf))
- 1980 : Endstation Freiheit
- 1982 : Der Mann auf der Mauer
- 1984 : Morgen in Alabama de Norbert Kückelmann
- 1984 : 10 Tage in Calcutta
- 1986 : Stammheim - Die Baader-Meinhof-Gruppe vor Gericht
- 1988 : Linie 1
- 1989 : Blauäugig